# 大崎ケーブルテレビ
大崎ケーブルテレビ（おおさきケーブルテレビ）は、宮城県大崎市にあるケーブルテレビ局である。
経営はTikiTikiインターネットを運営する株式会社エヌディエス子会社のニューデジタルケーブル株式会社（本社：花巻ケーブルテレビ内）が行っている。2006年9月運用開始。
ここでは2011年7月に運用開始した青葉ケーブルテレビ（あおばケーブルテレビ）についても触れる。

## 沿革
- 2006年9月 - 運用開始。
- 20xx年 - ニューデジタルケーブル&フレッツ光のサービス開始。サービスエリアを宮城県大崎市、美里町、涌谷町、加美町の各一部地域に拡大。
- 2011年7月 - サービスエリアを宮城県仙台市（青葉区、泉区、宮城野区）、富谷町、大和町、大衡村、大郷町の各一部地域に拡大。サービスの名称をニューデジタルケーブル&フレッツ光から、青葉ケーブルテレビ&フレッツ光に変更。

## 所在地
- 大崎ケーブルテレビ
  - 宮城県大崎市古川南新町7-53
- 青葉ケーブルテレビ
  - 宮城県仙台市青葉区北根3丁目21-24 ストークマンション1F

## サービスエリア
- 大崎ケーブルテレビ
  - 宮城県大崎市（旧古川市市街地一部）
- 青葉ケーブルテレビ
  - 宮城県仙台市（青葉区、泉区、宮城野区）、大崎市、富谷市、大和町、大衡村、大郷町、美里町、涌谷町、加美町の各一部地域

## 主な放送チャンネル

### テレビ局
| デジタル  | 放送局                                    |
| --------- | ----------------------------------------- |
| TV011-012 | 東北放送                                  |
| TV021-023 | NHK仙台教育                               |
| TV031-032 | NHK仙台総合                               |
| TV041-042 | ミヤギテレビ                              |
| TV051-053 | 東日本放送                                |
| TV081-082 | 仙台放送                                  |
| TV111     | コミュニティチャンネル おおさきチャンネル |
| BS101-102 | NHK BS                                    |
| BS141-143 | BS日テレ                                  |
| BS151-153 | BS朝日                                    |
| BS161-163 | BS-TBS                                    |
| BS171-173 | BSテレ東                                  |
| BS181-183 | BSフジ                                    |
| BS191     | WOWOW                                     |
| BS200     | BS10                                      |
| BS201     | BS10スターチャンネル                      |
| BS211     | BS11                                      |
| BS222     | TwellV（トゥエルビ）                      |
| 700       | えんてれ                                  |
| 710       | ショップチャンネル                        |
| 721       | フジテレビTWO                             |
| 722       | 旅チャンネル・MONDO21                     |
| 724       | 囲碁・将棋チャンネル                      |
| 725       | LaLa TV                                   |
| 728       | フジテレビNEXT                            |
| 730       | J SPORTS 3                                |
| 731       | J SPORTS 1                                |
| 732       | J SPORTS 2                                |
| 734       | スカイ・A                                 |
| 735       | GAORA SPORTS                              |
| 739       | フジテレビONE                             |
| 741       | 釣りビジョン                              |
| 751       | ファミリー劇場                            |
| 752       | 日本映画専門チャンネル                    |
| 753       | 時代劇専門チャンネル                      |
| 754       | Dlife                                     |
| 755       | スーパー!ドラマTV                         |
| 756       | ムービープラス                            |
| 759       | ザ・シネマ                                |
| 763       | 衛星劇場                                  |
| 764       | 東映チャンネル                            |
| 770       | スペースシャワーTV                        |
| 781       | キッズステーション                        |
| 782       | アニマックス                              |
| 790       | 日経CNBC                                  |
| 797       | アニマルプラネット                        |
| 798       | ヒストリーチャンネル                      |
| 799       | ナショナルジオグラフィック                |
| 810       | グリーンチャンネル                        |
| 811       | グリーンチャンネル2                       |
| 812       | SPEEDチャンネル                           |
| 950       | プレイボーイチャンネル                    |
| 951       | レインボーチャンネル                      |
| 952       | ミッドナイト・ブルー                      |
| 953       | パラダイステレビ                          |
| 954       | ピンクチェリー                            |

- デジタルTVはJC-HITSを使用している。
- BS放送、スカパー!のパススルーも行なっている。そのため対応テレビおよびチューナーでBS放送を受信できるほか、スカパーJSATと直接契約することによってスカパー!の視聴も可能である。